# Cruise Ausonia
La Cruise Ausonia è una nave traghetto appartenente alla compagnia di navigazione italiana Grimaldi Lines.

## Servizio
Cruise Ausonia (ai tempi Superfast XII per conto di Superfast Ferries) era sulla rotta Patrasso-Ancona fino a marzo 2009. Da marzo 2009 è sulla rotta Pireo-Heraklion. Dal 25 maggio 2015 è sulla rotta Pireo-Syros-Patmos-Leros- Kos-Rodi. Dal 2017 effettua chiamate anche a Kalymnos. 
Nel giugno 2018 la sua vendita al Gruppo Grimaldi è stata completata nell'ambito dell'acquisizione da parte di Attica Group di azioni Hellenic Seaways da Grimaldi Lines.
L'estate dello stesso anno prende servizio sulla Civitavecchia-Olbia per poi spostarsi a settembre sulla Livorno-Palermo. Per non ritardare l'entrata in servizio, durante tutta la stagione estiva la nave ha mantenuto il caratteristico scafo rosso della Superfast, con i loghi della compagnia greca sostituiti da quelli di Grimaldi Lines.
Nel 2019 prende servizio sulla Civitavecchia-Porto Torres-Barcellona in sostituzione prima del Cruise Roma e poi del Cruise Barcelona, che vennero entrambe allungate di 30 metri e munite di tecnologie eco-sostenibili, nuova livrea e scrubber.
L'estate 2019 prende servizio di nuovo sulla Civitavecchia-Olbia prima in coppia col Florencia e poi con la AF Claudia.
Successivamente si sposta sulla Livorno-Olbia in sostituzione del Cruise Bonaria e del Cruise Olbia, che aggiungono gli scrubber al fumaiolo.
A fine gennaio 2020 si sposta sulla Savona-Barcellona-Tangeri in sostituzione del Cruise Smeralda; anch'essa ferma in cantiere per aggiungere gli scrubber al fumaiolo.
Nell'estate 2020 torna sulla Civitavecchia-Olbia, ma non per molto, in quanto dopo l'incendio del Cruise Bonaria le due navi si invertono la rotta, facendo tornare la Cruise Ausonia sulla Livorno-Olbia in coppia con la Cruise Olbia.
Nel marzo 2021 si sposta sulla Livorno-Palermo a causa del trasferimento del Zeus Palace alla Minoan Lines.
Il 18 ottobre 2022 entra in servizio sulla Napoli-Palermo, venendo sostituita sulla Livorno-Palermo dallo Zeus Palace.
Dal 28 febbraio al 24 maggio 2025 sostituisce lo Zeus Palace sulla Livorno-Palermo. Dal giorno successivo torna in servizio nei collegamenti tra Napoli e Palermo.

## Caratteristiche
La Cruise Ausonia è una nave ro/pax. Stazza lorda 32.728 tonnellate, lunghezza 203 m, larghezza 25 m, velocità 29 nodi.
La nave è spinta da quattro motori diesel WÄRTSILA 12V46C da 12600 Kw ciascuno a 514 rpm, che le fanno raggiungere la velocità massima di 28,6 nodi.
Servizi a bordo: 82 cabine esterne e 96 cabine interne, tutte con servizi e aria condizionata, 12 cabine (interne/esterne) ad accesso animali, 6 cabine esterne superior, 2 cabine esterne per disabili dotate di servizi, 46 poltrone, ristorante self service, ristorante à la carte, bar, negozio, saletta giochi per bambini e piscina con bar.
Capacità passeggeri: 1.800.
Capacità Garage: 2.350 m/l + 250 auto.

## Incidenti
La notte del 28 ottobre 2018 la nave, partita da Palermo e diretta a Livorno, è stata interessata da un incendio in sala macchine al largo di Ustica.
Non ci sono stati feriti e la nave è rientrata a Palermo grazie all'assistenza della guardia costiera e dei vigili del fuoco.

## Navi gemelle
- Superfast XI